# Älgeredssjön
Älgeredssjön är en sjö i Nordanstigs kommun i Hälsingland och ingår i Harmångersåns huvudavrinningsområde. Sjön är 15 meter djup, har en yta på 3,11 kvadratkilometer och befinner sig 53,1 meter över havet. Sjön avvattnas av vattendraget Harmångersån (Vadeån).

## Delavrinningsområde
Älgeredssjön ingår i det delavrinningsområde (687638-156160) som SMHI kallar för Utloppet av Älgeredssjön. Medelhöjden är 83 meter över havet och ytan är 15,35 kvadratkilometer. Räknas de 110 avrinningsområdena uppströms in blir den ackumulerade arean 935,05 kvadratkilometer. Avrinningsområdets utflöde Harmångersån (Kölån) mynnar i havet. Avrinningsområdet består mestadels av skog (51 procent) och jordbruk (14 procent). Avrinningsområdet har 3,04 kvadratkilometer vattenytor vilket ger det en sjöprocent på 19,8 procent.